# Gwiazdy na czapkach
Gwiazdy na czapkach (węg. Csillagosok, katonák) – węgiersko-radziecki dramat wojenny z 1967 roku w reżyserii Miklósa Jancsó.

## Fabuła
Film opowiada o losach żołnierzy węgierskiego oddziału, którzy w czasie I wojny światowej trafili do rosyjskiej niewoli. Gdy wybucha rewolucja i wojna domowa w Rosji, żołnierze stają po stronie bolszewików. Niektórzy mają nadzieję, że w ten sposób łatwiej wrócą do domu. Inni żywią sympatię do ideologii komunizmu. Wkrótce muszą stanąć do walki z armią białogwardzistów, którzy okazują się bardzo okrutni. 

## Obsada
- József Madaras – dowódca Węgrów
- Tibor Molnár – Andras
- András Kozák – Laszlo
- Jácint Juhász – Istvan
- Anatolij Jabbarow – kapitan Czełpanow
- Siergiej Nikonienko – kozacki oficer
- Michaił Kozakow – Nestor
- Bołot Bejszenalijew – Czingiz
- Tatiana Koniuchowa
- Krystyna Mikołajewska – Olga
- Wiktor Awdjuszko
- Gleb Striżenow
- Nikita Michałkow